# 卓木语
卓木语（Groma）,又称亞東語或亚东藏语、 Tromowa、J'umowa, 是一种主要在西藏春丕河谷下游使用的语言，在印度和锡金也有人使用。它属于南部藏语。使用这种语言的人自称是藏人。

## 延伸阅读
- Hattaway, Paul, , , William Carey Library: 68–69, 2004, ISBN 9780878083619